# Gliese 435
Gliese 435 è una stella di classe spettrale K5-V situata nella costellazione del Centauro, distante 40,4 anni luce dal Sistema solare. 

La sua massa è circa il 70% di quella del Sole e la temperatura superficiale è attorno ai 4645 K. Con un raggio 0,65 volte quello solare emette appena il 17% della luce emessa dalla nostra stella.